# Kuća pored mora
Kuća pored mora naziv je instrumentalnog albuma Krešimira Oblaka, objavljenoga 1978. godine. Album sadrži Arsenove pjesme u easy listening aranžmanu Krešimira Oblaka. 

## Popis pjesama
Glazba: Arsen Dedić.
| Br. | Skladba               | Trajanje |
| --- | --------------------- | -------- |
| 1.  | »Kuća pored mora«     | 3:10     |
| 2.  | »Vraćam se«           | 3:20     |
| 3.  | »Sandra«              | 2:36     |
| 4.  | »Sanjam te«           | 4:00     |
| 5.  | »Što me čini sretnim« | 2:55     |
| 6.  | »Sve što znaš o meni« | 2:10     |
| 7.  | »Iva«                 | 2:30     |
| 8.  | »Tvoje nježne godine« | 2:35     |
| 9.  | »Moj brat«            | 3:50     |
| 10. | »Ne plači«            | 2:35     |
| 11. | »Pusti me da spavam«  | 3:54     |
| 12. | »Moderato Cantabile«  | 2:57     |

## Vanjske poveznice
- Discogs: Kuća pored mora